# Torsten Jansen
Torsten Jansen (Adenau, 23 dicembre 1976) è un allenatore di pallamano ed ex pallamanista tedesco, allenatore dell'HSV Hamburg.

## Palmarès

### Olimpiadi
- 1 medaglia:
  - 1 argento (Atene 2004)

### Mondiali
- 1 medaglia:
  - 1 oro (Germania 2007)

### Europei
- 2 medaglie:
  - 1 oro (Slovenia 2004)
  - 1 argento (Svezia 2002)